# Pilu
Pilu (en hongrois : Nagypél) est une commune du județ d'Arad, Roumanie qui compte 2 060 habitants.
La commune est composée de 2 villages : Pilu et Vărșand.

## Culture
D'après le recensement de 2011, la commune compte 2 060 habitants, en augmentation par rapport au recensement de 2002 où elle en comptait 1 976.